# Кренбурн
Кренбурн (англ. Cranbourne ['krænbən]) — район-передмістя Мельбурна, 43 км на південний схід від центра міста, штат Вікторія, Австралія. Територіально належить до муніципалітету Кейсі (City of Casey). У переписі 2006 року Кренбурн мав населення 14 750 мешканців.
У Кренбурні розташований королівський ботанічний сад площею 363 га.

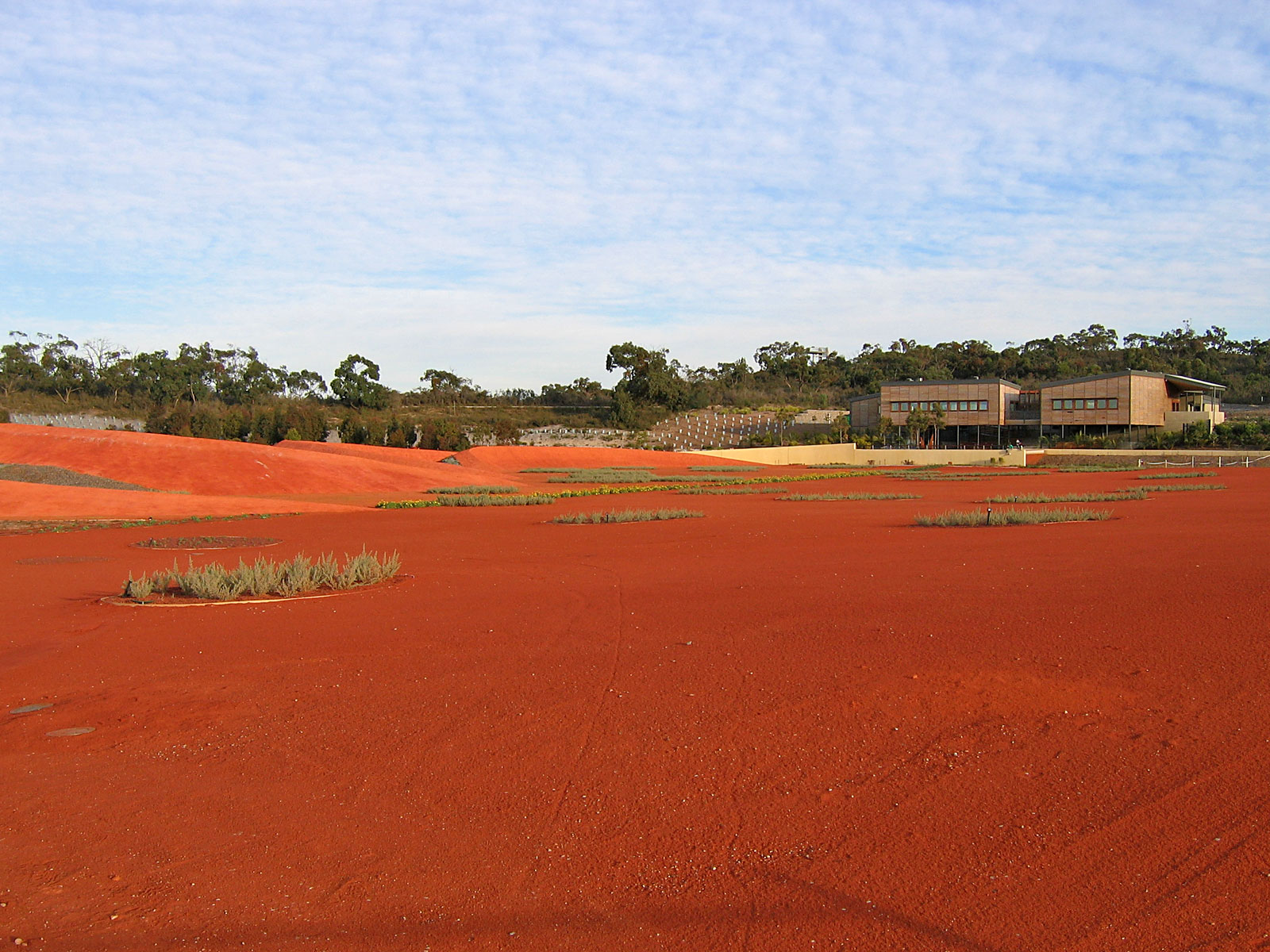
Королівський ботанічний сад